# بورخا إيغليسياس
بورخا إيغليسياس (بالإسبانية: Borja Iglesias)‏ (17 يناير 1993 بسانتياغو دي كومبوستيلا في إسبانيا - ) هو لاعب كرة قدم إسباني في مركز الهجوم. يلعب حالياً لصالح نادي سيلتا فيغو الذي ينافس في الدوري الإسباني الدرجة الأولى معاراً من ريال بيتيس الإسباني.

## روابط خارجية
- بورخا ايغليسياس على موقع الاتحاد الأوربي (الإنجليزية)
- بورخا ايغليسياس على موقع قاعدة بيانات كرة القدم.إي يو (الإنجليزية)
- بورخا ايغليسياس على موقع ناشيونال فوتبول تيمز (الإنجليزية)
- بورخا ايغليسياس على موقع Soccerway.com (الإنجليزية)
- بورخا ايغليسياس على موقع عالم كرة القدم.نت (الإنجليزية)
- بورخا ايغليسياس على موقع AS.com (الإسبانية)